# 烏馬爾·沙黑
穆茲德丁·烏馬爾·沙黑·米尔扎（波斯語：‎；1356年－1394年2月）是帖木儿王朝的成員，其為中亚征服者帖木儿的次子。烏馬爾·沙黑身為帖木儿帝国的軍事指揮官之一，他嫻熟各項戰爭的技巧，以一名諳練的戰士而聞名，同時也擔任過帝國境內部分行省的總督。烏馬爾·沙黑在1394年先於其父帖木兒去世。

## 出生與早年經歷
烏馬爾·沙黑是帖木儿四名活過嬰兒時期，順利成年的兒子之一，其生母為脫倫·阿迦（Tolun Agha）。
關於烏馬爾·沙黑與他的兄弟賈漢吉爾兩人，何者才是帖木兒的長子，今日仍存有爭議。有關帖木兒王室在這時期最重要的資訊來源，主要是參考族譜《貴顯世系》（Mu'izz al-Ansab）內的紀錄，但在這一點上，家譜中的說法卻顯得矛盾。雖然族譜指出賈漢吉爾是帖木兒諸子中最年長的一個，但卻於譜系中首先介紹了烏馬爾·沙黑的家族，這又意味著烏馬爾·沙黑才是帖木兒的長子。而依據其他歷史文獻中的記載，像是尼扎姆德丁·沙米（Nizam-ud-din Shami）所寫的勝利之書以及歇里甫丁·阿里·雅兹迪所著的帖木儿武功记中，亦皆採支持烏馬爾·沙黑年齡大於賈漢吉爾的觀點。
烏馬爾·沙黑是一名精明的戰士與熟練的騎手，參與過他父親多場的軍事戰役。1376年，帖木兒任命烏馬爾·沙黑為费尔干纳行省的總督。

## 與脫脫迷失的戰爭
1388年，帖木兒和他先前的盟友，金帳汗國的可汗脫脫迷失之間爆發了全面性的戰爭。在此之前，脫脫迷失與帖木兒雙方已進行過幾次小規模的交戰。
帖木兒的領土在戰役中遭到來自兩個不同方向的襲擊。除了脫脫迷失對布哈拉發起的攻勢之外，他的盟友哈马儿丁亦向費爾干納地區展開攻擊。而與此同時，花剌子模行省也爆發了叛亂。烏馬爾·沙黑奉其父之命前去對抗哈馬兒丁的軍隊，帖木兒本人則親自帶領主力軍隊征伐脫脫迷失。哈馬兒丁很快就被烏馬爾·沙黑率軍擊敗，迫使脫脫迷失撤軍以逃離帖木兒大軍的進攻。在擊退敵方的攻勢後，帖木兒將注意力轉移到發起叛亂的花剌子模省份，他殘酷地鎮壓了當地的叛亂，致使花剌子模一帶遭受嚴重的破壞。
脫脫迷失於同年的冬天再度嘗試進攻帖木兒帝國，卻再一次被烏馬爾·沙黑擊敗。帖木兒不僅將可汗趕離了他的領土，更於1391年對脫脫迷失發起反攻。雙方最終在金帳汗國境內的窩瓦河地區一帶領兵對峙。烏馬爾·沙黑於該場昆都尔察河谷大战中負責領導帖木兒大軍的左翼，右翼由他的弟弟米蘭沙統領，中軍交給他們的侄子馬黑麻·蘇丹來指揮，帖木兒本人則率領預備隊待在戰場的後方。儘管戰況在剛開始時陷入膠著，但烏馬爾·沙黑的左翼軍隊於交戰中脫離了帖木兒的主力大軍，在敵方凌厲的攻勢下陷入險境，此時戰局似乎朝向有利於脫脫迷失的一方發展。在這戰役的關鍵時刻，帖木兒本人適時投入預備隊發動攻勢，脫脫迷失於帖木兒的打擊下不得不撤離陣地，而脫脫迷失率軍後撤的舉動，直接引發了金帳汗國全軍的混亂和恐慌，烏馬爾·沙黑的左翼軍也得以從困境中脫身。金帳汗國的軍隊進而遭到全面擊潰並陸續逃離戰場，帖木兒獲勝後，率軍沿途追擊逐一消滅脫脫迷失麾下的士兵。於昆都爾察河谷大戰中死亡的人數估計多達十萬人。

## 去世

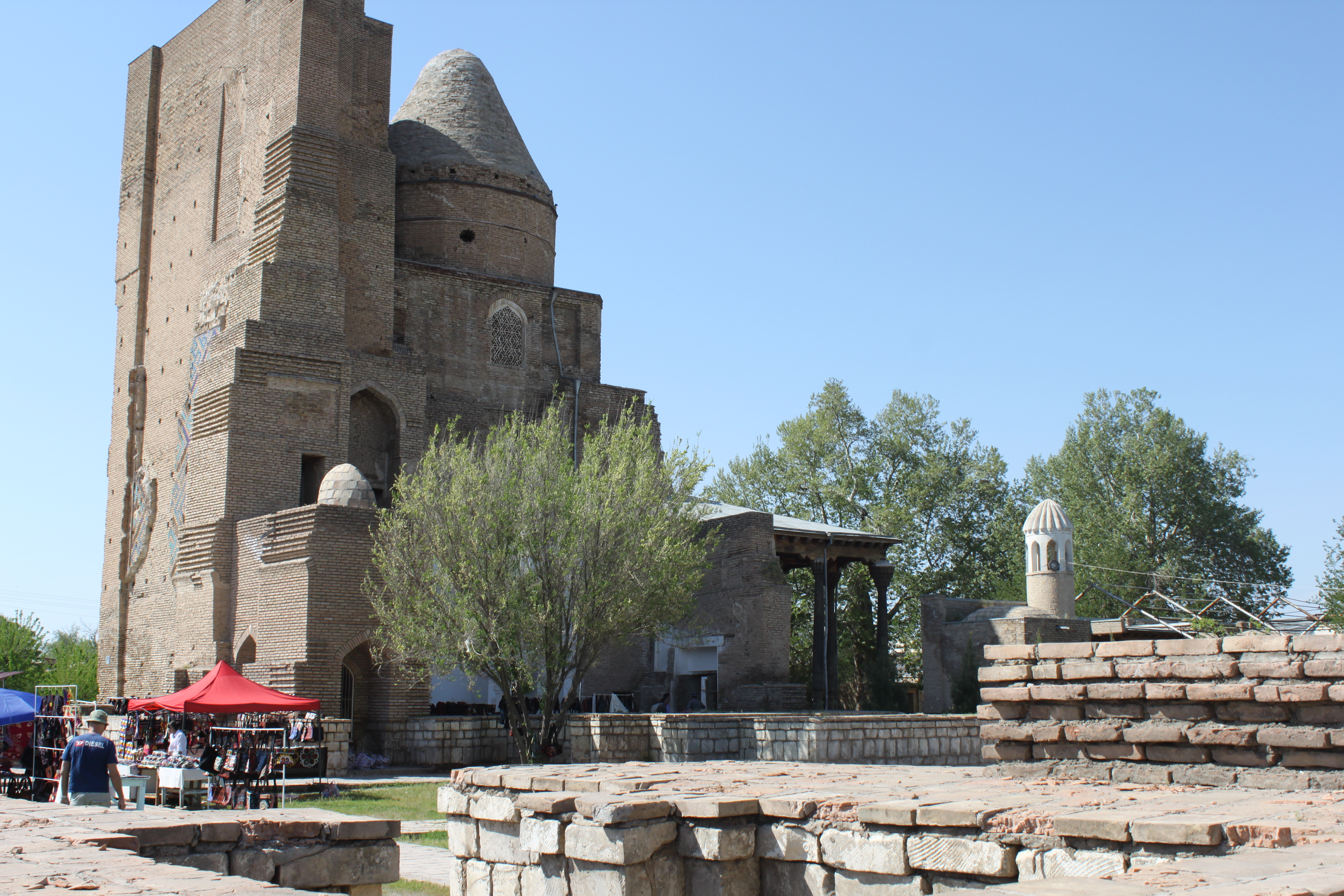
烏馬爾·沙黑逝世後，被安葬於今烏茲別克境內沙赫里薩布茲的賈漢吉爾陵內

帖木儿於1393年擊敗波斯的莫扎法爾王朝，處決了該王朝的末代君主沙阿·曼蘇爾。原屬莫扎法爾王朝的法爾斯地區亦被併入帖木兒帝國內，帖木兒隨後任命烏馬爾·沙黑改任法爾斯的總督。而烏馬爾·沙黑原先所擔任的費爾干納總督一職，則轉交給他的其中一名兒子昔干答兒接任。
然而烏馬爾·沙黑擔任法爾斯總督的時間相當短暫。1394年，他便在回應父親帖木兒的傳喚時，於巴格达附近，被一支來自库尔德人卡拉馬圖堡（fortress of Kharmatu）內發射的利箭射中脖子而死亡。據說，當帖木兒得知他兒子的死訊後並沒有表露出任何的情緒。
在烏馬爾·沙黑死後，他的長子皮兒·馬黑麻接下了法爾斯總督一職，而烏馬爾·沙黑的遺體則由其妻子與他另一名兒子昔干答兒負責護送到渴石城（現今的沙赫里薩布茲）。在那裡，烏馬爾·沙黑與他的兄弟賈漢吉爾一同被埋葬在賈漢吉爾陵中，這座陵寢屬於多魯索達特陵寢建築群（Dorussaodat mausoleum complex）的一部分。時至今日，該建築群中僅剩賈漢吉爾陵仍屹立於沙赫里薩布茲當地。

## 家庭

### 妻妾
- 篾里卡惕·阿迦：东察合台汗国統治者察合台汗黑的儿火者之女，於烏馬爾·沙黑死後改嫁給沙哈鲁
- 忽都魯·答剌罕·阿迦·蒙兀兒（Qutlugh Tarkhan Agha Mughal）
- 蘇丹·阿迦（Sultan Agha）
- 貝格·篾里客·阿迦（Beg Malik Agha）：卡瓦賈·優素福·阿帕迪（Khwaja Yusuf Apardi）之女
- 八哈忒·蘇丹（Bakht Sultan）：札剌亦兒氏的牙撒兀兒（Yasaur）之女
- 禿忽魯·蘇丹·賈拉伊爾（Tuglugh Sultan Jalayir）：於烏馬爾·沙黑死後改嫁給皮儿·马黑麻
- 米赫里·庫什（Mihr Khush）
- 忽都魯·答剌罕（Qutlugh Tarkhan）
- 塔乞思·可敦（Takish Khatun）
- 哈吉·貝格·賈尼·庫爾巴尼（Haji Beg Jauni Qurbani）之女
- 昔溫徹·忽都魯·阿迦（Sivinch Qutlugh Agha）：為帖木兒的姊姊失鄰·貝格·阿迦（Shirin Beg Agha）與穆阿耶德·阿拉特（Muayyad Arlat）所生之女[13]

### 子女
篾里卡惕·阿迦所生
- 皮兒·馬黑麻（英语：Pir Muhammad (son of Umar Shaikh)）（1379年－1409年）
- 昔干答兒（1384年－1415年）
- 艾哈邁德（Ahmad；1385年－1425年）
- 拜哈拉（英语：Bayqara Mirza I）（1393年－1423年）
- 伊斯凡迪亞爾（Isfandiyar）

忽都魯·答剌罕·阿迦·蒙兀兒所生
- 羅思檀（英语：Rustam Mirza）（1381年－1424/5年）

禿忽魯·蘇丹·賈拉伊爾所生
- 賽義德·艾哈邁德（Sayyid Ahmad；生於1390年）

蘇丹·阿迦所生
- 馬黑麻（Muhammad）
- 娜薩卜·蘇丹（Nasab Sultan）

八哈忒·蘇丹所生
- 比斯塔姆（Bistam）
- 茹貝妲·蘇丹（Zubayda Sultan）：與雅迪格爾·沙阿·阿拉特（Yadgar Shah Arlat）結婚

米赫里·庫什所生
- 阿里（Ali）
- 烏馬爾（Umar）
- 撒答忒·蘇丹（Sa'adat Sultan）：與東察合台汗國的可汗麻哈没的算端結婚

塔乞思·可敦所生
- 達斯坦（Dastan）

貝格·篾里客·阿迦所生
- 芭芭·比姬（Baba Biki）

忽都魯·答剌罕所生
- 只罕·蘇丹·阿迦（Jahan Sultan Agha）：與巴魯剌思氏的脫合不花（Taghay Bugha）結婚[14]